# NGC 5532
NGC 5532 је лентикуларна галаксија у сазвежђу Волар која се налази на NGC листи објеката дубоког неба.
Деклинација објекта је + 10° 48' 27" а ректасцензија 14h 16m 52,9s. Привидна величина (магнитуда) објекта NGC 5532 износи 11,9 а фотографска магнитуда 12,9. NGC 5532 је још познат и под ознакама NGC 5532A, UGC 9137, MCG 2-36-62, CGCG 74-156, 3C 296, PGC 51006.